# La Mano Negra

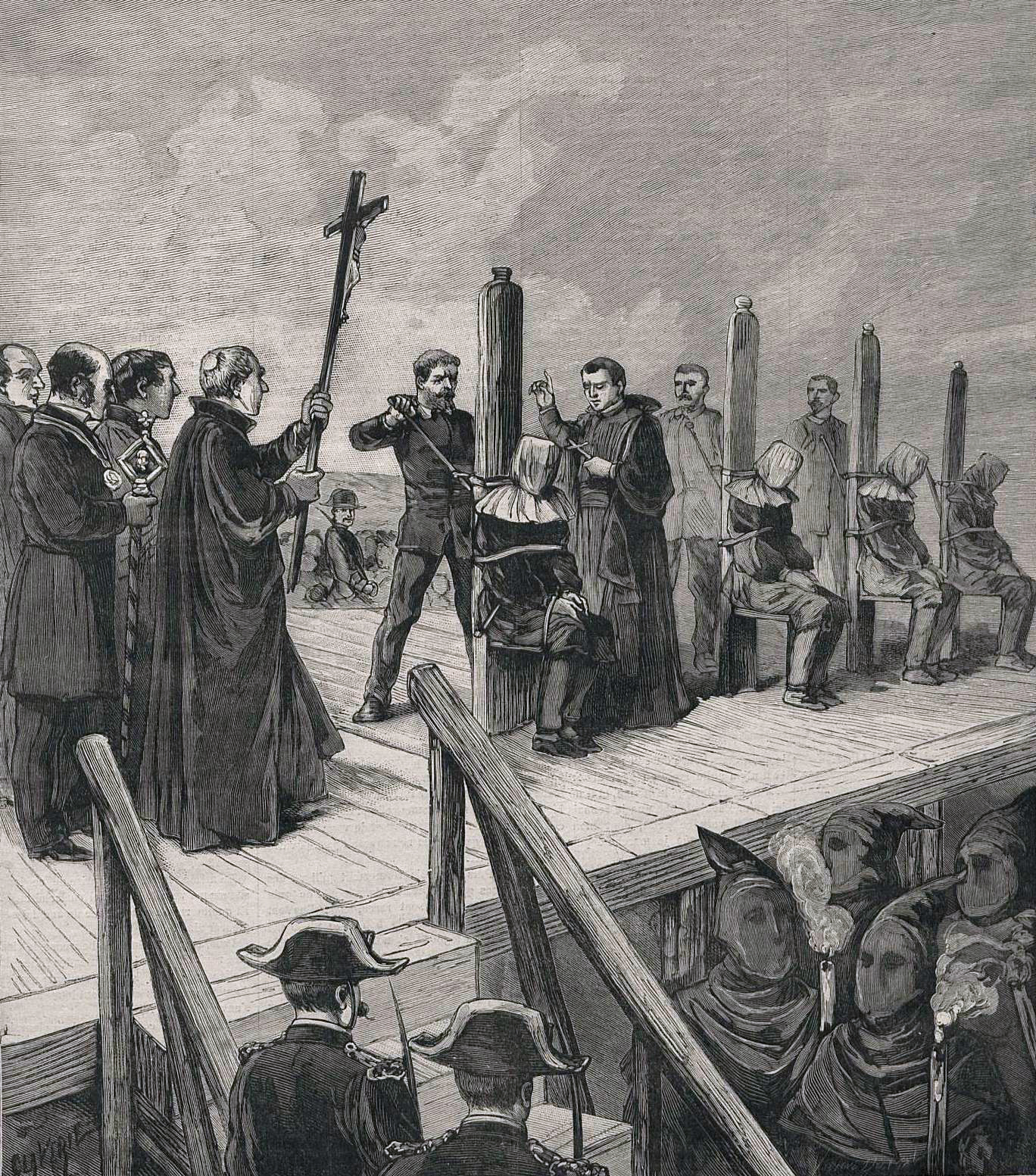
Dödsdömda anarkister avrättas i Jerez

La Mano Negra (Den svarta handen) var under början av 1880-talet, enligt den spanska regeringen, en anarkistisk terrorcell som begick mord och anlade bränder i Andalusien, Spanien. Händelserna i relation till konspirationen ägde rum 1882 och 1883 under en period när social anarkism hade fått en ökad popularitet på den andalusiska landsbygden, samtidigt som arbetarorganisationen Federación de Trabajadores de la Región Española (FTRE) började växa fram. Organisationens historicitet är omdebatterad.
Bandet Mano Negra har tagit sitt namn från gruppen.

## Tidslinje
Efter ett par år med dåliga skördar hade svälten i Andalusien lett till bland annat stöld, rån, upplopp och mordbränder. Den 3 november 1882, då de allvarligaste upploppen ägde rum i Jerez de la Frontera, arresterades cirka 60 personer av civilgardet och armén. Tidningen El Imparcial beskrev bland annat hur matbutiker plundrades under denna period. I slutet av 1882 verkade förutsättningarna goda för nästa skörd, och andalusiska jordbruksarbetare i den nya Federación de Trabajadores de la Región Española (FTRE) beslutade sig för att strejka för en lönehöjning.
I början av november 1882 skickade en medlem av civilgardet i västra Andalusien ett dokument till regeringen som beskrevs som en kopia av stadgarna för den hemliga organisationen La Mano Negra, vilken bland annat erkände allmän uppvigling, mord, och mordförsök. Regeringen skickade förstärkningar till civilgardet i provinsen Cádiz två veckor efter att ha mottagit dokumenten. 
En grupp bestående av 90 medlemmar av civilgardet anlände till Jerez den 21 november, varefter de arresterade cirka 3 000 arbetare och FTRE-medlemmar. Den vanligaste orsaken till arresterna var medlemskap i FTRE. En tidning rapporterade i början av december att hundratals medlemmar av La Mano Negra, tillsammans med deras vapen och medlemsbevis, hade tillfångatagits. Pressen började under denna period göra i efterhand ifrågasatta kopplingar mellan organisationen och flera mord som hade inträffat under oroligheterna efter arresterna. 
I juni 1883 dömde domstolen i Jerez femton av de sjutton anklagade till 17 år och fyra månaders fängelse. Två personer frikändes, men åklagaren överklagade domen till Spaniens högsta domstol, som i april 1884 dömde till dödsstraff genom garrottering för alla utom en av de anklagade. Nio domar omvandlades till fängelse, och sju avrättades två månader senare på Jerez de la Fronteras Plaza del Mercado. Tre dagar senare mottog domarna Isabella den katolskas orden.
Rättegångarna och domarna försämrade FTREs rykte och ledde till skiljaktigheter inom den anarkistiska rörelsen, samtidigt som den planerade strejken för lönehöjning försvårades.